# Georges de Montenach
Georges Jean Joseph de Montenach seit 1888 Baron Georges Jean Joseph de Montenach (* 27. Oktober 1862 in Freiburg; † 24. Mai 1925 ebenda) war ein Schweizer Autor und Politiker.

## Leben

### Familie
Georges de Montenach entstammte der Freiburger Patrizierfamilie von Montenach und war der Sohn des Ingenieurs Raymond de Montenach (* 13. Februar 1835 in Freiburg; † 2. Juli 1888 in Buenos Aires) und von dessen Ehefrau Clémence (* 1839 in Freiburg; † 1864), der Tochter von François Frédéric de Reynold de Cressier (1798–1871). Sein Cousin war der Schriftsteller Gonzague de Reynold.
Georges de Montenach war seit dem 23. Dezember 1891 mit Suzanne, der Tochter des Pariser Bankiers Léon-Paul Galichon, verheiratet; gemeinsam hatten sie mehrere Kinder, zu denen auch der spätere Diplomat Jean-Daniel de Montenach (* 4. September 1892 in Pully; † 3. Oktober 1958 in Freiburg) gehörte.
Georges de Montenach wurde in der Familiengruft in Givisiez beigesetzt.

### Werdegang
Georges de Montenach besuchte das Kollegium St. Michael in Freiburg und darauf das Jesuitenkolleg in Feldkirch.
Nach dem Besuch der Freiburger Rechtsschule immatrikulierte sich de Montenach zu einem Geisteswissenschaftlichen Studium in Paris.
Aufgrund seines Vermögens war er nach seiner Rückkehr in die Schweiz in der Lage, sich der Sache des sozialen Katholizismus sowie der Kunst und Geschichte zu widmen.

### Politisches und gesellschaftliches Wirken
Georges de Montenach vertrat die Konservativen von 1891 bis zu seinem Rücktritt aus gesundheitlichen Gründen, 1909 und von 1911 bis zu seinem Tod im Freiburger Grossen Rat (1922 Vizepräsident) sowie als Nachfolger des zurückgetretenen Ernest de Weck  war er vom 17. Juni 1915 bis zu seinem Tod im Ständerat. Dort war er in der Geschäftsprüfungskommission und seit 1920, als Nachfolger des verstorbenen Josef Düring (1860–1920), in der Finanzkommission. Sein Nachfolger im Ständerat wurde Bernard de Weck (1890–1950).
Als Mitglied der Gruppe um Georges Python war er ein Gegner der liberal-konservativen Partei. In Bern war er ein entschiedener Verfechter der Souveränität des Kantons. Von Kardinal Gaspard Mermillod angeregt, arbeitete er von 1884 bis 1891 in der Union catholique d’études internationales sociales et économiques, auch bekannt als Union de Fribourg, mit. Weil er davon überzeugt war, es sei notwendig, der katholischen Sozialbewegung eine institutionelle Grundlage zu schaffen, wirkte er als Mitgründer und Präsident mehrerer nationaler und internationaler Vereinigungen.
Ab 1886 arbeitete er an der Tageszeitung La Liberté mit. Aus seinen Schriften ist sein Interesse an der Geschichte und der Verteidigung des nationalen Erbes erkennbar, so veröffentlichte er unter anderem 1908 Pour le visage aimé de la Patrie!
1903 war er Vizepräsident des ersten Katholikentags.
Am 11. August 1913 hielt er anlässlich der Beisetzung des Malers Joseph Reichlen die Grabrede.
Im Juni 1919 war er Mitglied des von Frédéric de Rabours, William Martin und René Payot (1894–1970), Journalist beim Journal de Genève, gegründeten Komitees, das sich mit dem Anschluss des Vorarlberg an die Schweiz beschäftigen sollte (siehe Volksabstimmung 1919 in Vorarlberg). Weitere Mitglieder des Komitees waren unter anderen Brenno Bertoni, Henri Fazy, Marc Peter, Arthur Freymond, Gonzague de Reynold und Robert de Traz.
Er ersetzte 1920 im Ständerat Georges Python als Fraktionsvorstand, und nach seinem Tod folgte ihm Ernest Perrier.
1921 wurde auf seine Anregung hin die Internationale Bewegung katholischer Studierender (siehe Pax Romana (Vereinigung)) gegründet. Im selben Jahr ersetzte er den verstorbenen Auguste Pettavel (1845–1921) in der Stiftung Förderung der schweizerischen Volkswirtschaft, bis er 1925 aus gesundheitlichen Gründen zurücktrat.
Er war 1922 im Vorstand (1922 Vizepräsident) der Vereinigung Pro Campagna – Schweizerische Organisation für Landschaftspflege, die sich zum Ziel gesetzt hatte, Aufträge an Künstler zu vergeben, die subventionierte Bauten ausschmücken sollten.
1923 gehörte er zur Schweizer Gruppe der Interparlamentarischen Union.

### Mitgliedschaften
1887 war Georges de Montenach Präsident des Schweizerischen Studentenvereins  und später Ehrenmitglied. Er präsidierte 1889 die Internationale Bewegung der Katholischen Jugend, sowie von 1891 bis 1903 die Fédération catholique romande, die aus dreissig Sektionen bestand, und die 1904 unter seiner Leitung mit dem Schweizerischen Katholikenverein verschmolz.
1891 hatte er den Vorsitz des Nationalen Komitees des Piusvereins; er wurde 1896 zum Aktuar des Piusvereins für die französische Schweiz gewählt. 1897 war er an der Gründung des Internationalen Verbandes katholischer Mädchenschutzvereine beteiligt und leitete diesen.
Er war 1909 Vizepräsident des Schweizerischen katholischen Volksvereins (Association catholique populaire).
1913 war der Präsident des Hochschulvereins.
Er wurde 1913 in den Vorstand des Schweizerischen Vereinigung für Heimatschutz gewählt.
1918 präsidierte er die Union catholique d’études internationales sociales et économiques, die sich unter anderem auch mit dem Völkerbund befasste, dessen Anhänger er war.
1922 wurde er im 1921 gegründeten Pax Romana als Ehrenmitglied aufgenommen.
Von 1923 bis zu seinem Tod war er Vorsitzender der Freiburger Gruppe der Union catholique d’études internationales (Katholische Union für Internationale Fragen).

## Ehrungen und Auszeichnungen
Georges de Montenach war Kommandeur des St.-Gregor-des-Grossen-Ordens. 1888 wurde er von Papst Leo XIII. zum Baron und päpstlichen Geheimkämmerer (mit Mantel und Degen) ernannt, was 1922 von Papst Pius XI. bestätigt wurde.

## Schriften (Auswahl)
- Notre action sociale. Freiburg, 1891 (Digitalisat).
- E. A. V. M. L.; Georges de Montenach: Die sociale Thätigkeit in den Universitätsjahren. Freiburg, 1892 (Digitalisat)
- Le rôle de la jeunesse catholique dans la défense de l’Église et des intérêts sociaux. Lausanne 1892.
- Le prolétariat intellectuel origines et remèdes. Freiburg 1894.
- Les maisons ouvrières, leur but et leur signification sociale. Freiburg 1896.
- La Fédération romande, son action, ses œuvres. Lausanne 1896.
- L’art et le peuple. Freiburg 1903.
- Le Katholikentag: Son but, sa constitution, son programme. Freiburg 1903.
- La fleur et la ville. Payot & Cie, Lausanne 1906.
- Les noms des rues et leur rôle dans l’esthétique des villes. Freiburg 1907.
- Pour le visage aimé de la Patrie! Lausanne 1908.
- Les morts qui parlent. Freiburg 1909.
- Le problème de la Lecture Populaire. Porrentruy 1910.
- L’université de Fribourg et la Société académique. Freiburg 1911.
- Exposition d’art religieux pour le foyer: Fribourg, mai–juin 1912. Freiburg 1912.
- Albert de Mun. L’homme. Le soldat. L’orator. Le social. Le politique. Le patriote. Le chrétien. Freiburg 1914.
- La formation du Goût dans l’Art et dans la Vie. Freiburg 1914.
- L’école du village et l’enseignement régionaliste et esthétique. In: Bulletin pédagogique. Band 43, Heft 1. S. 1–9 (Digitalisat).
- L’école du village et l’enseignement régionaliste et esthétique (suite). In: Bulletin pédagogique. Band 43, Heft 2. S. 25–29 (Digitalisat).
- Le problème de l’éducation nationale. 1915.
- Guerre et Patrie: Conférence. 1915.
- Les musées régionaux: Contribution à l’étude du problème de l’éducation nationale. Freiburg 1915.
- Pour le village: la conservation de la classe paysanne. Lausanne 1916.
- Pour l’honneur de Fribourg. Estavayer 1916.
- L’éducation nationale dans ses rapports avec la tradition, la région et la beauté. Freiburg 1916.
- Discours prononcé au conseil des Etats suisses le 14 juin 1917 à l’occasion du débat sur les déportations en Allemagne des ouvriers belges. Lausanne 1917.
- La représentation de la Suisse à l’étranger. Lausanne 1917.
- Contre l’alcool. Lausanne 1917.
- La fin des grands seigneurs. Freiburg 1917.
- L’art rustique en Suisse: Réflexions à propos d’un livre récent. Freiburg 1924.
- Le musée national à Zurich, son agrandissement et sa décentralisation. Freiburg 1924.
- La renaissance esthétique des cortèges et des fêtes. Freiburg 1924.
- Le meuble et la Vie. Lausanne 1925.